# サーエゲ (航空機)
サーエゲ
صاعقه
- 用途：戦闘機
- 製造者：イラン航空機製造工業
- 運用者：イラン空軍
- 初飛行：2004年7月
- 生産数：24機 (予定[1])
- 運用開始：2007年9月22日

サーエゲ（ペルシア語: صاعقه; Ṣā‘eqeh）とはイラン・イスラム共和国が国産開発した戦闘機である。日本語では「サエゲ」や「サエケフ」とも呼ばれる。
“サーエゲ”とはペルシア語で「雷」「稲光」の意。

## 概要

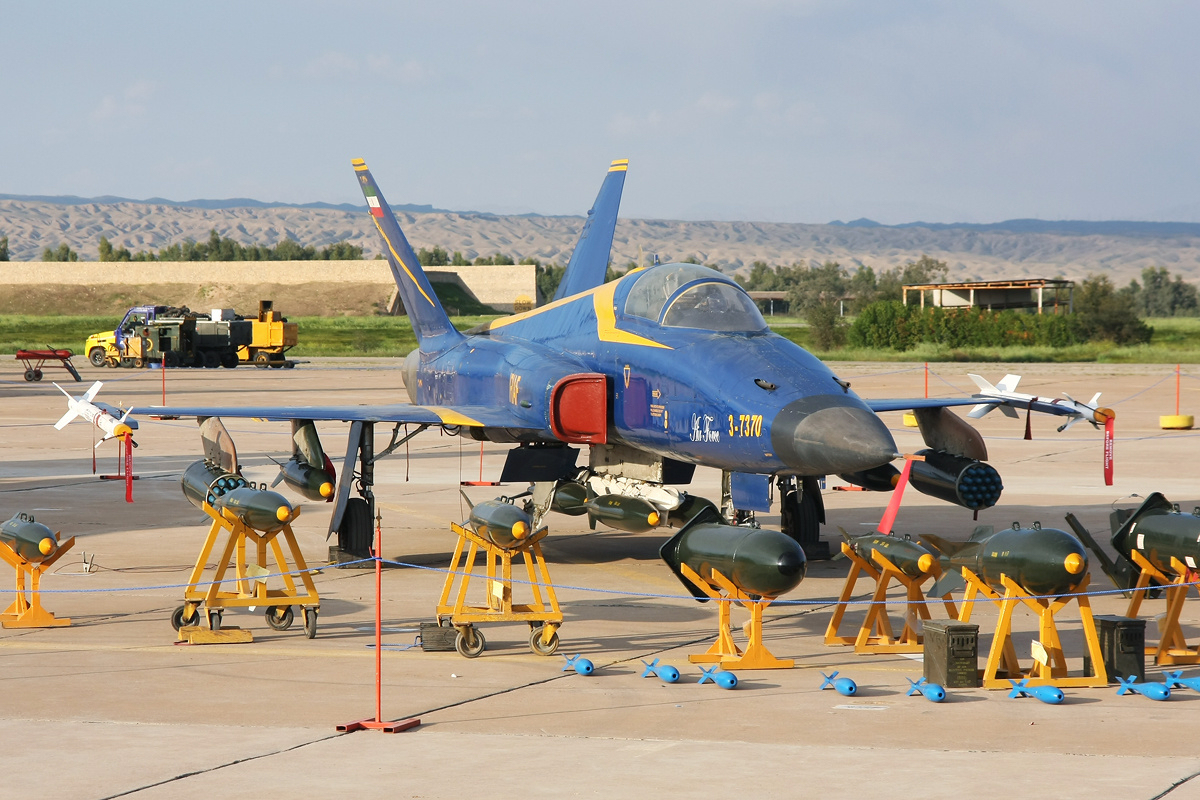
イラン空軍のサーエゲ

サーエゲは、イラン・イスラム共和国により2006年9月6日に公表された。イラン側の発表では「形はF/A-18に似ているが、性能はF/A-18を上回っている。」としている。
これまでに2006年に1機、2007年9月20日に2機、計3機のサーエゲが確認されている。機体形状はまだ確定していない模様で、3機の試作機はそれぞれ細部の形状が異なる。塗装は2006年に公表された1機目は制空グレー一色、2007年からは全機ディープブルーに黄色いラインが入っている。3機とも、ドロップタンクはガルグレーとなっている。
2015年1月7日、サーエゲが量産に入ったと発表された。
同年2月9日には複座の訓練型であるサーエゲ2が公開された。

## 謎の機体

三面図

サーエゲはイラン側からの詳しい発表が一切なく、詳細な性能は不明である。しかし高い運動性と爆撃能力を保持するとイランは説明しているため、主に対地攻撃を担うと見られている。

サーエゲはF-5Eをベースに、ステルス性確保のために垂直尾翼を機体サイズに似合わない外側に傾斜した2枚に変更したような機体形状をしている。「国産」開発としているが、実際にはF-5Eを参考にして開発されたという意見もある。一部の意見では「イランは航空機を開発できるだけの技術はない」としているが、イラン革命にともなう政府転覆までは親米国としてアメリカからの支援を長年にわたって受けてきたイランは、これまでに国産練習機JT-2 タザルヴ、F-5Eを発展させたアザラフシュ、計画が公表された次期主力戦闘機シャファグなどを開発している。さらにAn-140のライセンス生産、またF-14AやF-4、F-5などの、予備が入手困難な機体パーツの一部を国産化しており、全く開発技術がないと言い切ることはできない。